# HD 114113
g Девы (лат. g Virginis), HD 114113 — одиночная звезда в созвездии Девы на расстоянии приблизительно 354 световых лет (около 109 парсек) от Солнца. Визуальная звёздная величина звезды — +5,571m.

## Характеристики
HD 114113 — оранжевый гигант спектрального класса K0, или K1III, или K3III. Масса — около 2,567 солнечной, радиус — около 15,198 солнечного, светимость — около 85,583 солнечной. Эффективная температура — около 4507 K.

## Планетная система
В 2019 году учёными, анализирующими данные проектов Hipparcos и Gaia, у звезды обнаружена планета HIP 64122 b.